# Liste der Kulturdenkmäler in Gesamtanlage Kernstadt I (Fulda)
Die folgende Liste enthält die in der Denkmaltopographie ausgewiesenen Kulturdenkmäler auf dem Gebiet des Ortsteils Fulda der  Stadt Fulda, Landkreis Fulda, Hessen.
Hinweis: Die Reihenfolge der Denkmäler in dieser Liste orientiert sich an der Anschrift, alternativ ist sie auch nach der Bezeichnung oder der Bauzeit sortierbar.
Kulturdenkmäler werden fortlaufend im Denkmalverzeichnis des Landes Hessen durch das Landesamt für Denkmalpflege Hessen auf Basis des Hessischen Denkmalschutzgesetzes (HDSchG) geführt. Die Schutzwürdigkeit eines Kulturdenkmals hängt nicht von der Eintragung in das Denkmalverzeichnis des Landes Hessen oder der Veröffentlichung in der Denkmaltopographie ab.

Das Denkmalverzeichnis für diesen Bereich liegt noch nicht vor. Die bisher bekannten Bau- und Kunstdenkmäler hat das Landesamt für Denkmalpflege Hessen in sogenannten Arbeitslisten erfasst. Den Arbeitslisten liegen Erkenntnisse aus Akten, Ortsbegehungen und Denkmalinventaren, jedoch keine neuere systematische Forschung, zugrunde. Die Benehmensherstellung mit der Gemeinde gemäß § 11 Abs. 1 HDSchG ist noch nicht erfolgt.
Das Vorhandensein oder Fehlen eines Objekts in dieser Liste ist keine rechtsverbindliche Auskunft darüber, ob es Kulturdenkmal ist oder nicht: Diese Liste entspricht möglicherweise nicht dem aktuellen Stand der offiziellen Denkmaltopographie. Diese ist für Hessen in den entsprechenden Bänden der Denkmaltopographie Bundesrepublik Deutschland und im Internet unter DenkXweb – Kulturdenkmäler in Hessen einsehbar. Auch diese Quellen sind, obwohl sie durch das Landesamt für Denkmalpflege Hessen aktualisiert werden, nicht immer aktuell, da es im Denkmalbestand immer wieder Änderungen gibt.
Eine verbindliche Auskunft erteilt allein das Landesamt für Denkmalpflege Hessen.
Nutze diese Kartenansicht, um Koordinaten in der Liste zu setzen. In dieser Kartenansicht sind Kulturdenkmale ohne Koordinaten mit einem roten bzw. orangen Marker dargestellt und können in der Karte gesetzt werden. Kulturdenkmale ohne Bild sind mit einem blauen bzw. roten Marker gekennzeichnet, Kulturdenkmale mit Bild mit einem grünen bzw. orangen Marker.

## Fulda
| Bild                                    | Bezeichnung                              | Lage                                                             | Beschreibung | Bauzeit                   | Objekt-Nr. |
| --------------------------------------- | ---------------------------------------- | ---------------------------------------------------------------- | --- | ------------------------- | ---------- |
| weitere Bilder                          | Gesamtanlage Frauenberg/Kalvarienberg    | Lage                                                             | Die Gesamtanlage umfasst das nördlich der Altstadt gelegene Gebiet rund um den Frauenberg und den Kalvarienberg. |                           |            |
| Bild gesucht BW                         | Gesamtanlage Adalbertstraße/Josefstraße  | Lage                                                             | |                           |            |
| Bild gesucht BW                         | Gesamtanlage Buttlarstraße               | Lage                                                             | |                           |            |
| Bild gesucht BW                         | Wohnhaus                                 | Adalbertstraße 1 LageFlur: 10, Flurstück: 34/35                  | | 1900                      |            |
| Bild gesucht BW                         | Wohnhaus                                 | Adalbertstraße 19 LageFlur: 10, Flurstück: 302/34                | | 1897                      |            |
| Bild gesucht BW                         | Wohnhaus                                 | Adalbertstraße 22 LageFlur: 10, Flurstück: 551/34                | | 1906                      |            |
| Bild gesucht BW                         | Wohnhaus                                 | Adalbertstraße 28/30 LageFlur: 10, Flurstück: 502/34, 503/34     | | 1905                      |            |
| Bild gesucht BW                         | Wohnhaus                                 | Adalbertstraße 32 LageFlur: 10, Flurstück: 489/34                | | 1908/9                    |            |
| Bild gesucht BW                         | Wohnhaus                                 | Adalbertstraße 34 LageFlur: 10, Flurstück: 492/34                | | 1904                      |            |
| Bild gesucht BW                         | Villa Karolina                           | Adalbertstraße 39 LageFlur: 10, Flurstück: 676/34                | | 1913                      |            |
| weitere Bilder                          | Wohnhaus                                 | Adalbertstraße 41 LageFlur: 9, Flurstück: 465/30                 | Architekt war Karl Wegener                                                                                       | 1904–06                   |            |
| weitere Bilder                          | Wohnhaus                                 | Adalbertstraße 43 LageFlur: 9, Flurstück: 465/30                 | Architekt war Karl Wegener                                                                                       | 1904–06                   |            |
| weitere Bilder                          | Ehemaliger Alter Dompfarrlicher Friedhof | Am Frauenberg LageFlur: 9, Flurstück: 131/1                      | | 1628                      |            |
| weitere Bilder                          | Hundeshagenanlage                        | Am Frauenberg LageFlur: 10, Flurstück: 37/1                      | | 1820er Jahre              |            |
| weitere Bilder                          | Pestsäule                                | Am Frauenberg LageFlur: 9, Flurstück: 116                        | | 1647                      |            |
| weitere Bilder                          | Kloster Frauenberg                       | Am Frauenberg 1 LageFlur: 9, Flurstück: 81/1, 100/1, 101         | | 9. Jahrhundert            |            |
| Bild gesucht BW                         | Stationsweg                              | Am Frauenberg/Kalvarienberg LageFlur: 9, Flurstück: viele        | Vom Haupteingang der Klosterkirche zum Kalvarienberg                                                             | 1735–1738                 |            |
| Bildstock                               | Bildstock                                | Am Frauenberg Flur: 9, Flurstück: 251/6                          | | 1710                      |            |
| Bild gesucht BW                         | Wohnhaus                                 | Am Frauenberg 6 LageFlur: 9, Flurstück: 476/34                   | | 1905                      |            |
| Bild gesucht BW                         | Friedhofskreuz                           | Am Kalvarienberg LageFlur: 4 (Horas), Flurstück: 92/1            | | 1894                      |            |
| weitere Bilder                          | Bonifatiusbrunnen                        | Bonifatiusstraße LageFlur: 2 (Horas), Flurstück: 229/7           | | 1741                      |            |
| Bild gesucht BW                         | Wohnhaus                                 | Buttlarstraße 19 LageFlur: 10, Flurstück: 451/34                 | | 1903                      |            |
| Bild gesucht BW                         | Hauskapelle des Herz-Jesu-Krankenhauses  | Buttlarstraße 74 LageFlur: 9, Flurstück: 9/2                     | | 1911–13                   |            |
| Bild gesucht BW                         | Wohnhaus                                 | Elisabethenstraße 3 LageFlur: 9, Flurstück: 12/9                 | | 1889–90                   |            |
| Bild gesucht BW                         | Hochkreuz                                | Elisabethenstraße/Lichtweg LageFlur: 9, Flurstück: 238/7         | | 1882                      |            |
| weitere Bilder                          | Friedhof Frauenberg                      | Friedhof Frauenberg Lage                                         | | 1894                      |            |
| weitere Bilder                          | Villa Grüneck                            | Gerloser Weg 1 LageFlur: 9, Flurstück: 528/33                    | | 1903–04                   |            |
| Bild gesucht BW                         | Wohnhaus                                 | Gerloser Weg 3 LageFlur: 9, Flurstück: 527/33                    | | 1910–11                   |            |
| Bild gesucht BW                         | Villa                                    | Gerloser Weg 3a LageFlur: 9, Flurstück: 526/33                   | | 1910–11                   |            |
| Bild gesucht BW                         | Villa                                    | Gerloser Weg 5 LageFlur: 9, Flurstück: 415/32                    | | um 1905                   |            |
| Bild gesucht BW                         | Villa                                    | Gerloser Weg 7 LageFlur: 9, Flurstück: 32/1                      | | 1898                      |            |
| Bild gesucht BW                         | Villa                                    | Gerloser Weg 12 LageFlur: 10, Flurstück: 640/34                  | | 1911                      |            |
| Direkt Bild zu diesem Denkmal hochladen | Wohnhaus                                 | Horaser Weg 29 Flur: 9, Flurstück: 163/2                         | | 1894                      |            |
| Bild gesucht BW                         | Wappenstein                              | Horaser Weg 36 LageFlur: 9, Flurstück: 160/25                    | | 1561                      |            |
| Bild gesucht BW                         | Ehemalige Oberförsterei                  | Josefstraße 11 LageFlur: 10, Flurstück: 35/2                     | | 1927                      |            |
| Bild gesucht BW                         | Wohnhaus                                 | Josefstraße 18 LageFlur: 10, Flurstück: 561/36                   | | 1899                      |            |
| Bild gesucht BW                         | Gefallenenehrenmal                       | Kirchstraße/Marienstraße LageFlur: 3 (Horas), Flurstück: 239/8   | |                           |            |
| weitere Bilder                          | Katholische Kirche St. Bonifatius        | Kirchstraße 6 LageFlur: 3 (Horas), Flurstück: 199/5              | | 1881–1885                 |            |
| Bild gesucht BW                         | Wohnhaus                                 | Kurfürstenstraße 4–6 LageFlur: 13, Flurstück: 1831/191, 1832/191 | | 1924–1925                 |            |
| Bild gesucht BW                         | Wohnhaus                                 | Leipziger Straße 3 LageFlur: 10, Flurstück: 36/7                 | | 1892                      |            |
| Bild gesucht BW                         | Wohnhaus                                 | Leipziger Straße 16 LageFlur: 13, Flurstück: 191/1               | | 1898/99                   |            |
| weitere Bilder                          | Villa                                    | Marienstraße 1 LageFlur: 9, Flurstück: 440/122                   | | 1892/93                   |            |
| Bild gesucht BW                         | Wohnhaus                                 | Marienstraße 3 LageFlur: 9, Flurstück: 122/5                     | | 1886                      |            |
| Bild gesucht BW                         | Wohnhaus                                 | Marienstraße 5 LageFlur: 9, Flurstück: 123/1                     | | 1898                      |            |
| Bild gesucht BW                         | Wohnhaus                                 | Marienstraße 7 LageFlur: 9, Flurstück: 123/4                     | | 1898                      |            |
| Direkt Bild zu diesem Denkmal hochladen | Bildstock                                | Marienstraße Flur: 9, Flurstück: 151/6                           | | 1. Hälfte 18. Jahrhundert |            |
| Direkt Bild zu diesem Denkmal hochladen | Bildstock                                | Marienstraße Flur: 9, Flurstück: 250/1                           | | 1803                      |            |
| Bild gesucht BW                         | Wohnhaus                                 | Marienstraße 11 LageFlur: 9, Flurstück: mehrere                  | |                           |            |
| Bild gesucht BW                         | Wohnhaus                                 | Marienstraße 19 LageFlur: 9, Flurstück: 595/113                  | | 1922                      |            |
| Bild gesucht BW                         | Wohnhaus                                 | Parkstraße 11 LageFlur: 10, Flurstück: 591/35                    | | 1908/09                   |            |